# Aktivum (účetnictví)
Aktiva představují v účetnictví všechno, co účetní jednotka vlastní a v budoucnu jí to přinese ekonomický prospěch (tj. například majetek, zásoby, peníze, licence, ...). Protikladem aktiv jsou pasiva, která představují zdroje financování - např. vklady vlastníků do společnosti, zisky (ztráty) minulých let a výsledek hospodaření běžného roku.
Aktiva a pasiva jsou zobrazena ve finančním výkazu, který se nazývá rozvaha.

## Definice aktiv
Aktivum je obecně chápáno jako něco, co přináší vlastníkovi nějaký výnos, nebo se očekává, že ho přinese v budoucnu. V oboru účetnictví vyjadřuje pojem aktivum jakýkoli majetek firmy (finance, ale i reálný majetek). Seznam všech aktiv firmy lze nalézt ve finančních výkazech. V oboru investování je chápáno jako jakýkoli investiční nástroj držený za účelem výnosu.

## Rozdělení aktiv
Obecně existují dvě rozdělení aktiv. Nejjednodušeji se aktiva dělí na reálná a finanční. Reálnými aktivy jsou např. nemovitosti, pozemky, stroje, ale také patenty nebo obchodní značky. Finanční aktiva zahrnují peněžní prostředky, dluhopisy nebo akcie.
Mezi investiční aktiva patří například:
- Oběživo – oběžní mince a bankovky, které vydávají centrální banky.
- Měnové zlato – ryzí zlato o ryzosti minimálně 995/1000. Je zpravidla ve vlastnictví centrálních bank.
- Dluhopisy – cenné papíry, které vyjadřují závazek emitenta vůči věřiteli.
- Akcie (cenné papíry)
- Pohledávky – v momentě, kdy odběratel obdrží zboží a dosud nezaplatil, má dodavatel vůči odběrateli pohledávku. Pohledávky vždy chápeme jako aktiva.

## Zobrazení aktiv v rozvaze
Aktiva jsou v rozvaze řazena obvykle podle likvidnosti (neplést se související likviditou) od nejméně likvidních po nejlikvidnější. V některých zemích je však tradičně používáno obrácené pořadí. Součástí aktiv jsou i položky upravující jejich hodnotu (oprávky a opravné položky). Ty, pokud se zobrazují, se uvádějí buď jako korekce ocenění daného aktiva ve zvláštním sloupci, nebo jako zvláštní položka uvedená pod daným aktivem.
Z tohoto pohledu tedy členíme aktiva na:
- Dlouhodobá (fixní) aktiva – opotřebovávají se, použitelnost delší, než 1 rok a po celou dobu používání se jejich forma nemění
- Krátkodobá (oběžní) aktiva – spotřebovávají se a se spotřebou majetek zaniká, zůstávají v podniku kratší dobu, nežli jeden rok (např. materiál, výrobky, zboží, ale také pohledávky)
- Ostatní aktiva

Aktiva a pasiva se v rozvaze zobrazují buď horizontálně ve dvou sloupcích (tzv. T-forma), kdy jsou aktiva zobrazena na levé straně a pasiva na pravé, nebo jsou položky zobrazeny jednoduše pod sebou.

### Struktura aktiv
- Dlouhodobý majetek
  1. Dlouhodobý hmotný majetek
  2. Dlouhodobý nehmotný majetek
  3. Dlouhodobý finanční majetek
- Oběžná aktiva
  1. Zásoby
  2. Pohledávky
  3. Peněžní prostředky
- Ostatní aktiva
  1. Časové rozlišení aktivní (tj. náklady a příjmy příštích období)
  2. Pohledávky za upsaný základní kapitál (tato položka se objevuje v rozvaze firem, u jejichž založení nejsou vklady ještě plně splacené)